# Salz (Bajorország)
Salz település Németországban, azon belül Bajorországban. Lakosainak száma 2348 fő (2023. december 31.).

## Szomszédos községek
- Bad Neustadt an der Saale (észak)
- Strahlungen (délkelet)
- Burglauer (délnyugat)
- Niederlauer (nyugat)
- Hohenroth (északnyugat)

## Népesség
A település népessége az elmúlt években az alábbi módon változott:
| Lakosok száma | 579  | 985  | 1494 | 1696 | 2304 | 2313 | 2309 | 2315 | 2335 | 2348 |
|               | 1875 | 1950 | 1975 | 1987 | 2012 | 2014 | 2016 | 2017 | 2021 | 2023 |